# Saitis ariadneae
Saitis ariadneae är en spindelart som beskrevs av Dmitri Viktorovich Logunov 200. Saitis ariadneae ingår i släktet Saitis och familjen hoppspindlar. Inga underarter finns listade i Catalogue of Life.